# Município de Franklin (condado de Portage, Ohio)
Localização do Ohio nos E.U.A.
O município de Franklin (em inglês: Franklin Township) é um município localizado no condado de Portage no estado estadounidense de Ohio. No ano de 2010 tinha uma população de 5527 habitantes e uma densidade populacional de 153,77 pessoas por km².

## Geografia
O município de Franklin encontra-se localizado nas coordenadas 41° 10′ 33″ N, 81° 20′ 34″ O. Segundo o Departamento do Censo dos Estados Unidos, o município tem uma superfície total de 35.94 km², da qual 31.6 km² correspondem a terra firme e (12.08%) 4.34 km² é água.

## Demografia
Segundo o censo de 2010, tinha 5527 pessoas residindo no município de Franklin. A densidade populacional era de 153,77 hab./km².